# Pallene (satelit)
Pallene /pa'le.ne/ este un satelit natural foarte mic al lui Saturn. Este unul dintre cei trei sateliți mici, cunoscuți sub numele de Alkyonidele, care se află între orbitele lui Mimas și Enceladus. Este, de asemenea, desemnat Saturn XXXIII.

## Descoperire

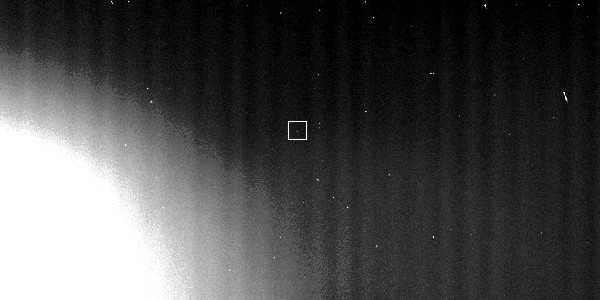
Imaginea de descoperire a lui Pallene din 2004 de la sonda Cassini

Pallene a fost descoperit de Cassini Imaging Team în 2004, în timpul misiunii Cassini-Huygens.   I s-a dat denumirea temporară S/2004 S 2. În 2005, numele Pallene a fost aprobat provizoriu de Divizia III a Working Group for Planetary System Nomenclature a IAU  și a fost ratificat la Adunarea Generală a IAU din 2006. Numele se referă la Pallene, una dintre Alkyonides, cele șapte frumoase fiice ale gigantului Alkyoneus⁠(d).
După descoperirea din 2004, s-a realizat că Pallene a fost fotografiat pentru prima dată pe 23 august 1981, de sonda spațială Voyager 2. Apăruse într-o singură fotografie și fusese denumit provizoriu S/1981 S 14 și s-a estimat că orbitează la 200.000 km de Saturn.  Deoarece nu a fost vizibil în alte imagini, nu a fost posibil i se calculeze orbita la momentul respectiv, dar comparații recente au arătat că se potrivește cu orbita lui Pallene. 

## Caracteristici orbitale
Pallene este vizibil afectat de o rezonanță perturbatoare de longitudine medie cu Enceladus care este mult mai mare, deși acest efect nu este la fel de mare ca perturbațiile lui Mimas asupra lui Methone. Perturbațiile fac ca elementele orbitale osculatoare ale lui Pallene să varieze cu o amplitudine de aproximativ 4 km în semiaxa mare și cu 0,02° în longitudine (corespunzând la aproximativ 75 km). Excentricitatea se modifică, de asemenea, pe diverse perioade de timp între 0,002 și 0,006, iar înclinația între aproximativ 0,178° și 0,184°. 

## Inel

Inelele iluminate din spate ale lui Saturn văzute de Cassini pe 15 septembrie 2006. Inelul Pallene slab este vizibil în stânga jos, așa cum este indicat.

În 2006, imaginile făcute în lumină împrăștiată înainte, de sonda spațială Cassini le-au permis lui Cassini Imaging Team să descopere un inel de praf slab în jurul lui Saturn care împarte orbita lui Pallene, numit acum Inelul Pallene.   Inelul are o întindere radială de aproximativ 2.500 km. Sursa sa sunt particulele aruncate de pe suprafața lui Pallene de impacturi cu meteoroizi, care apoi formează un inel difuz în jurul căii sale orbitale.  

## Explorare

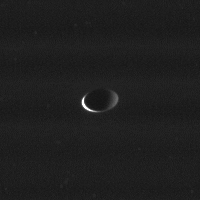
Semiluna lui Pallene iluminată de lumina lui Saturn, fotografiată de Cassini pe 14 septembrie 2011

Sonda spațială Cassini, care l-a studiat pe Saturn și pe sateliții săi până în septembrie 2017, a efectuat un zbor pe lângă Pallene pe 16 octombrie 2010 și 14 septembrie 2011 la o distanță de 36.000 de kilometri și, respectiv, 44.000 de kilometri. 